# سمير الناصر
سمير الناصر (10 أبريل 1959 -)، ممثل سعودي.

## عن حياته
بداياته عبر مركز تلفزيون الدمام ومسرح جمعية الثقافة والفنون بالدمام خصوصاً مع كل من الممثل عبد المحسن النمر والمخرج عبد الخالق الغانم والذي تربطه بهما علاقة وطيدة ويعدان رفاق دربه في العديد من المحطات.
فقد كانت بدايته الفنية عبر مسرح جمعية الثقافة والفنون بالدمام إضافة إلى مركز تلفزيون الدمام حيث عمل في أكثر من عمل منها تمثيليات وسهرات فنية وكان يصاحبه في العديد منها المخرج عبد الخالق الغانم والممثل جعفر الغريب وعلي السبع وعبد المحسن النمر. وكان للمسلسلات التي عمل فيها الناصر دور في إظهاره إلى الناس في تلك الفترة إضافة إلى أنه كان بعيداً عن التي يعتمد عليها الكثير في هذه الفترة. وشارك الناصر في المسلسلات السعودية. كما يملك الناصر شركة إنتاج مع رفيقي عمره عبد الخالق الغانم وعبد المحسن النمر، وقد قاموا فيها بإنتاج عدد من الأعمال التلفزيونية التي عرضت على شاشة التلفزيون.

## من أعماله

### مسلسلات
- أوراق سجينة
- مسلسل وجه بن فهره.
- مسلسل خزنة
- مسلسل عيال بو جاسم.
- مسلسل الشاطر حسن.
- مسلسل اخر العنقود.
- مسلسل بابا فرحان..
- مسلسل طاش ما طاش.
- مسلسل طعم الأيام (مسلسل)
- مسلسل أخوات موسى.
- مسلسل مجاديف الأمل.
- مسلسل حارتنا حلوة.
- مسلسل عيال بحر.
- مسلسل الدوائر.
- مسلسل القطيعة.
- مسلسل هوامير الصحراء (مسلسل).
- مسلسل العودة إلى الحياة.
- مسلسل أيام اللولو.
- مسلسل اوراق متساقطة.
- مسلسل جحا (مسلسل).
- مسلسل عدل ومايل.
- مسلسل إيش الحكاية.
- مسلسل بيت صالح السكراب.
- مسلسل شعبان في رمضان.
- مسلسل أيام وليالي.
- مسلسل سواق المعازيب .
- مسلسل يا تصيب يا تخيب 2012
- مسلسل شد بلد.
- مسلسل سناب شاف.
- |خيوط المعازيب - 2024

### مسرحيات
- مسرحية رقم 3.
- مسرحية بيت من ليف.
- مسرحية خطاء ولكن.
- مسرحية الكورة المضيئة.
- مسرحية زواج بالجملة.
- مسرحية شياني وشيلك.
- مسرحية الاعبون.
- مسرحية تراجيع.
- مسرحية كشكولكو.
- مسرحية مبيت النية.

### سهرات
- سهرة انطفأت الشموع.
- سهرة رحلة صيد.
- سهرة الإنتظار.
- سهرة وداعا يا صديقي.
- سهرة الشمس.
- سهرة الطيور

## روابط خارجية
- سمير الناصر على موقع IMDb (الإنجليزية)
- سمير الناصر على موقع قاعدة بيانات الأفلام العربية